# Лајмјала
Лајмјала (ест. Laimjala) село је на западу Естоније. Налази се у југоисточном делу острва Сареме и административни је центар истоимене општине Лајмјала у округу Сарема. 
Према подацима са пописа становништва 2011. у селу је живело 108 становника.